# کله بید (خنداب)
کله بید، روستایی از توابع بخش خنداب شهرستان اراک در استان مرکزی ایران است.

## جمعیت
این روستا در دهستان سنگ سفید قرار دارد و براساس سرشماری مرکز آمار ایران در سال ۱۳۸۵، جمعیت آن ۱۴۹ نفر (۳۳خانوار) بوده‌است.